# Lograto
Lograto (lombardul: Logràt, helyi nyelvjárásban: Lugràt) település Olaszországban, Lombardia régióban, Brescia megyében. Lakosainak száma 3784 fő (2023. január 1.). Lograto Azzano Mella, Maclodio, Torbole Casaglia, Berlingo, Mairano és Travagliato községekkel határos.

## Népesség
A település lakossága az elmúlt években az alábbi módon változott:
| Lakosok száma | 3826 | 3815 | 3784 |
|               | 2017 | 2018 | 2023 |